# The Dog Island
The Dog Island est un jeu vidéo d'aventure développé par Yuke's et édité par Ubisoft, sorti à partir de 2007 sur Wii et PlayStation 2.

## Système de jeu
Le joueur contrôle un chien qui doit explorer un environnement en 3D et y accomplir diverses missions.

## Accueil
- Jeuxvideo.com : 9/20[1]